# Glycosmis subopposita
Glycosmis subopposita är en vinruteväxtart som beskrevs av Friedrich Anton Wilhelm Miquel. Glycosmis subopposita ingår i släktet Glycosmis och familjen vinruteväxter. Inga underarter finns listade i Catalogue of Life.